# ヘルムート・マウハー

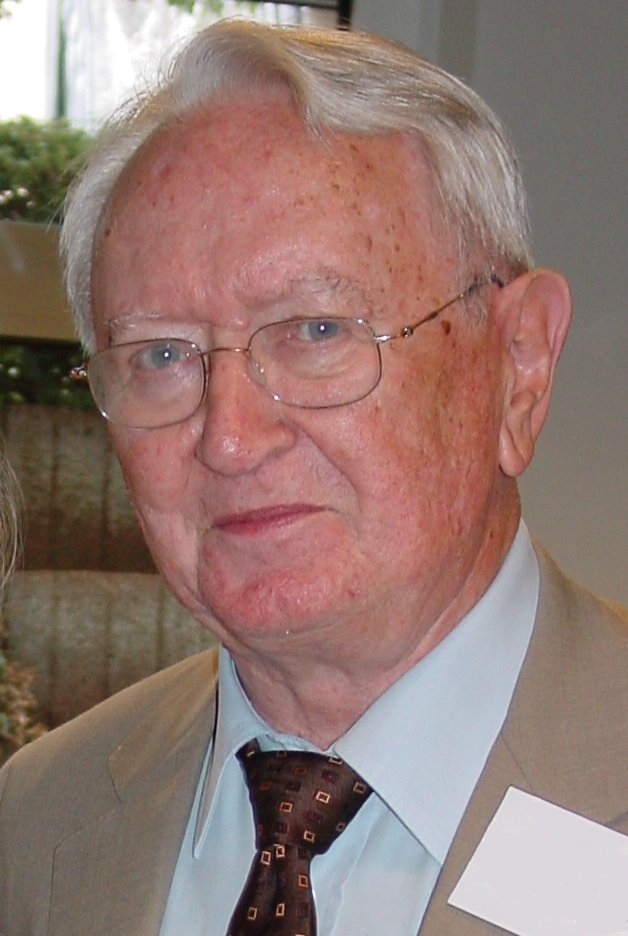
ヘルムート・マウハー（2007年）

ヘルムート・マウハー（Helmut Maucher、1927年12月9日 - 2018年3月5日）は、世界最大の食品・飲料メーカー、ネスレの名誉会長。

## 経歴
1927年12月9日 ドイツ、アイゼンハーツ生まれ。19歳の時、ネスレ（Nestle AGドイツ）が、マウハーと父とともに働いていたアルゴイ（注：ドイツ国内ではミルクの産地として知られる）西アイゼンハーツの生乳会社を買収。Aレベル終了後（日本での高校終了後の大学入試統一試験に匹敵）、同社にて企業研修を受ける。その後研修先をフランクフルトにあるNestleに替え、企業研修の傍ら大学へ行き、ビジネス・商業科でマスターを取得。
1964 年から 1980年の間、ドイツ ネスレにて様々な管理職につく。1975年にはドイツのネスレグループのトップとなる。1980年10月初め、スイス本社にてネスレ社全体のCEOとなり、取締役会のメンバーとなる。1981年の11月社外取締役会（supervisory board）の代表となる。この間、彼はネスレ社を26万人を雇用する世界最大の食品会社に育て上げた。1997年に本社CEO引退したが、その後も2000年まで社外取締役会会長の座に就いた。そして、会長引退時には、名誉会長の名を与えられる。外国人（スイス人以外）として初めて、スイスの大企業にて、これほど重要な役職と名誉を与えられたのはマウハーが初めてである。
在任中は、経済誌フォーチュンのベスト・マネジャーに選ばれるなど、躍進を続ける多国籍企業のリーダーとして世界に注目された。現在はネスレ本社の名誉会長を務める。
また、ヨーロッパの財界トップで構成する「ヨーロッパ経済フォーラム」の座長、スイスのビジネススクールIMDの評議員、世界商工会議所会頭などを務めた。ドイツ・フランクフルト在住。

## 著作
- 『「グローバル経営」成功の秘訣』日本経済新聞社、1995年1月 ISBN 4532161517
- 『マネジメント・バイブル』ファーストプレス、2009年4月 ISBN 9784904336298

## 文献
- La stratégie Nestlé, French translation by Monique Thiollet, Maxima Ed., Paris, 1995,[2] ISBN 2840010720

## 社外取締役
- Koc holding AS, Istanbul – member of supervisory board
- Union Bancaire Privee, Geneva-member of the supervisory board
- Allensbach Institute for Demoscopy- president of trust board
- German asset management advisory (DV AG), Frankfurt/Main-member of advisory council
- Frankfurt Institute for Advanced Studies (FIAS) – member of trust board
- Trust “Kulturdenkmal Schloss Bad Wurzach”-member of the trust board

## 学位、名誉学位
- Doctor honoris causa, European Business School Oestrich Winkel – Feb 1997
- Austrian cross of honour for science and art, 1st class – august 1999
- Scopus Award, Hebrew University Jerusalem – Mai 1998
- Doctor honoris causa, Technical University Munich – March 1998
- German great cross of honour with star distinction, Federal Republic of Germany 1997
- Business Hall of Fame, Manager Magazin-Mai 1997
- INTERNORGA price, Hamburg 1996
- Appeal of Concience Foundation Award, New York – October 1995
- IMD, Maucher Nestle Chair, November 1993
- Leadership Award for Corporate Statesmanship, International Institute for Management Development (IMD) – October 1993
- Great golden honour seal with star for services to the Republic of Austria – August 1993
- Honour of receiving the order of the aztek eagle Mexico, April 1993
- Great cross of honour, Germany 1988
- Doctor honoris causa, University Guadalajara, Mexico- June 1989
- Fortune Magazine Gold Medal 1984
- Medal of honour of the state of Baden-Wuertemberg 1998